# لويس لامبرت
لويس لامبرت (بالفرنسية: Louis Lambert)‏ هي رواية نشرت عام 1832 بقلم الروائي والمسرحي الفرنسي أونوريه دي بلزاك (1799-1850)، وأدخلت في مجموعة الدراسات الفلسفية من سلسلة الرواية الكوميديا الإنسانية. تقع معظم الأحداث في مدرسة في فاندوم، وتروي حياة ونظريات صبي عبقري مفتون بالفيلسوف السويدي إيمانويل سويندنبورغ (1688-1772).
كتب بلزاك القصة خلال صيف عام 1832 حين كان يقيم مع أصدقائه في شاتو دي ساشيه، ونشر ثلاث طبعات مع ثلاثة عناوين مختلفة. لا تركز الرواية على السرد القصصي، بل على الأفكار الميتافيزيقية لبطل الرواية الصبي العبقري وصديقه الوحيد (الذي كشف في النهاية أنه بلزاك نفسه). ورغم أنها ليست مثالا هاما عن أسلوب الواقعية التي اشتهر به بلزاك، فإنها تقدم نظرة ثاقبة على طفولة المؤلف نفسه. وهناك تفاصيل محددة وأحداث من حياة المؤلف - بما في ذلك العقاب من المعلمين والنبذ الاجتماعي - تشير سيرته الذاتية الروائية.
حين كان بلزاك طالبا في فاندوم، كتب مقالا بعنوان أطروحة عن الإرادة (بالفرنسية: Traité de la Volonté)‏؛ ووصفت في الرواية أنها بقلم لويس لامبرت. يناقش المقال فلسفة سويدنبرغ وآخرين، رغم أن بلزاك لم يبحث في العديد من المفاهيم الميتافيزيقية حتى مرحلة متأخرة في حياته. وتشمل الأفكار التي تم تحليلها في المقال وأماكن أخرى في الرواية الانقسام بين الوجود الداخلي والخارجي؛ ووجود الملائكة والتنوير الروحي. والتفاعل بين العبقرية والجنون.
رغم أن النقاد انتقدوا الرواية بشدة، بقي بلزاك ثابتا في معتقده بأنها قدمت نظرة هامة في الفلسفة، وخاصة الميتافيزيقيا. وعندما وضعت مخطط الكوميديا الإنسانية، وضعت قصة لويس لامبرت في قسم الدراسات الفلسفية، ثم عاد إلى نفس المواضيع في روايته سيرافيتا، عن مخلوق ملائكي مخنث.